# Luiana
Luiana – miasto w Angoli, w prowincji Cuando-Cubango.